# أعطني الحب (أعطني السلام على الأرض)

أعطني الحب (أعطني السلام على الأرض) (بالإنجليزية: Give Me Love (Give Me Peace on Earth)‏ أغنية للموسيقي الإنجليزي جورج هاريسون  والعضو السابق في فريق البيتلز، تم إصدارها كأغنية افتتاح ألبومه لعام 1973 «العيش في العالم الماد»، ثم صدرت أيضًا كأول أغنية منفردة من الألبوم، في مايو 1973، وأصبحت ثاني أغنية لهاريسون تحتل المركز الأول في الولايات المتحدة، بعد أغنية «الهي الحبيب=»، وبصعود الأغنية إلى المركز الأول، ازاحت زميله بول مكارتني وعضو فريق البيتلز السابق، وأغنيته المعنونة «حبي» عن القمة، وهي المناسبة الوحيدة التي احتل فيها اثنان من فريق البيتلز السابقين أعلى مركزين في قوائم الهوت بيلبورد 100. وصلت الأغنية أيضًا إلى المراكز العشرة الأولى في بريطانيا وكندا وأستراليا ودول أخرى حول العالم. الأغنية هي واحدة من أكثر الأغاني شعبية لمؤلفها، بين المعجبين ونقاد الموسيقى، وتضم سلسلة من العزف المنفرد على الجيتار المنزلق التي نالت الإشادة.
قام هاريسون بأداء الأغنية في كل حفلاته الموسيقية خلال جولاته النادرة كفنان منفرد، وتم تضمين نسخة حية من الأغنية في ألبومه الحي المسجل من على المسرح في اليابان عام 1992.

## طاقم العزف والتسجيل
- جورج هاريسون: غناء وجيتار صوتي وجيتار منزلق وغناء مساند
- نيكي هوبكنز: بيانو
- غاري رايت: اورج
- كلاوس فورمان: جيتار باس
- جيم كيلتنر: طبول[13]

## الخلفية والإلهام
كما هو الحال مع معظم أغاني ألبوم "العيش في العالم المادي" كتب جورج هاريسون "أعطني الحب" خلال الفترة من 1971 إلى 72. خلال هذه الفترة، كرس نفسه لمساعدة اللاجئين في حرب تحرير بنجلاديش، من خلال تنظيم حفلتين موسيقيتين "كل النجوم" في نيويورك وإعداد ألبوم وفيلم موسيقي للإصدار. بالإضافة إلى ذلك، قضى معظم وقته مشغولاً بالأعمال والمشاكل القانونية التي يعاني منها مشروع المساعدات الإنسانية. كتب المؤلف "أندرو جرانت جاكسون": "أن إحباط هاريسون في الفترة الأخيرة، أدى إلى جودة قاتمة سادت الكثير من أعماله، ومع ذلك فقد دفع خيبة أمله جانبًا لمصلحة أغنية "أعطني الحب". تزامنت نفس الفترة مع ذروة تكريس هاريسون للروحانية الهندوسية، كما هو الحال مع أغانيه ذات الطابع الديني 1970–71. كتب هاريسون "أعطني الحب" بسرعة كبيرة، يصفها المؤلف "آلان كلايسون" بأنها: "تدفقت من جورج بسهولة وخالية من عذابات ما قبل البدء". كتب هاريسون: "أحيانًا تفتح فمك ولا تعرف ما ستقوله، وكل ما يخرج هو نقطة البداية. إذا حدث ذلك وكنت محظوظًا، فعادة ما يمكن تحويل هذا إلى أغنية. هذه الأغنية صلاة وبيان شخصي بيني وبين الرب ومن يحبها".

## التسجيل
تأخر تسجيل الأغنية عن المقرر حيث ان هاريسون منهمك في الإشراف على إصدار فيلم وثائقي عن الحفلة الموسيقية لصالح بنجلاديش، وأيضًا بسبب تأخر المنتج «فيل سبيكتور» عن الجلسات وهو المنتج الإمع والناجح في هذه الفترة، وكتب المؤلف بروس سبايزر: «أن الحضور غير المنتظم للمنتج غريب الاطوار، جعل جورج يدرك أن المشروع لن ينجز أبدًا إذا استمر في انتظار سبيكتور»، وبحلول أكتوبر من ذلك العام، قرر هاريسون إنتاج الألبوم بمفرده.

## استقبال الأغنية
تصدرت الأغنية قائمة بيلبورد هوت 100 في نهاية يونيو 1973، لمدة أسبوع واحد، وبلغت ذروتها في المرتبة الثامنة على قوائم أفضل الأغاني في المملكة المتحدة.
أصبحت أغنية «أعطني الحب» واحدة من أشهر أغاني هاريسون، اثناء السنوات التي قضاها مع فريق البيتلز وأيضًا من عروضه الفردية اللاحقة. عند إصدارها، وصفها مكارتني بأنها «لطيفة للغاية»، مضيفًا: «إن الجيتار المنفرد هو الآس الرابح». كتب ناقد مجلة بيلبورد: «صوت هاريسون وعزف الجيتار اللطيف، عمل فيه تموج وقاعدة إيقاعه مضبوطة، تفسح المجال لهذا النداء من أجل فهم الإنسان. صوته الصادق يبتلع المستمع ويدخل بهم في القصة». أشاد ستيفن هولدن في مجلة رولينج ستون بالأغنية وكتب: «لحنها القوي قصير الصياغة وكلماتها مجرد تحريض».

## كلمات الأغنية
أعطيني الحب Give me love
أعطيني الحب Give me love
أعطني السلام على الأرض Give me peace on earth
أعطني الضوء Give me light
اعطني حياة Give me life
ابقني خاليا منذ الولادة Keep me free from birth
امنحني الأمل Give me hope
ساعدني في التعامل مع هذا العبء الثقيل Help me cope, with this heavy load
تحاول أن تلمس وتصل إليك Trying to, touch and reach you with,
بالقلب والروح heart and soul
م م م م م م م OM M M M M M
م م م م يا الهي M M M My Lord
من فضلك خذ بيدي، لكي Please take hold of my hand, that
قد أفهمك I might understand you

## وصلات خارجية
https://www.songfacts.com/facts/george-harrison/give-me-love-give-me-peace-on-earth أعطني الحب (أعطني السلام على الأرض)
https://www.youtube.com/watch?v=s-KAvPbO8JY أعطني الحب (أعطني السلام على الأرض)
https://www.youtube.com/watch?v=o_gOpk0KhUY أعطني الحب (أعطني السلام على الأرض)